# Skip Records
Skip Records is een onafhankelijk Duits platenlabel, dat zich richt op het uitbrengen van (mainstream) jazz, wereldmuziek en 'sophisticated pop“. Het label wil albums brengen met artistieke kwaliteit en met een uitstekende geluidskwaliteit. Het werd in 1999 opgericht door Bernd Skibbe (voorheen manager bij jazzlabel Minor Music) en Sabine Bachmann.
Het label heeft opnamen uitgebracht van Mitchel Forman, Albert Mangelsdorff, Charlie Mariano, Peter Fessler, David Friedman, Karin Hammar, Tony Lakatos, Wolfgang Haffner, Wolfgang Schlüter, het Tingvall Trio, Pee Wee Ellis, Omar Sosa, Susan Weinert, Joo Kraus, Emil Brandqvist, Paula Morelenbaum, Luka Bloom en Simphiwe Dana. Onder de releases zijn enkele uitgaven in licentie.